# Unirea (gmina w okręgu Alba)
Unirea – gmina w Rumunii, w okręgu Alba. Obejmuje miejscowości Ciugudu de Jos, Ciugudu de Sus, Dumbrava, Inoc, Măhăceni i Unirea. W 2011 roku liczyła 4796 mieszkańców. 